# Eumicremma pallida
Eumicremma pallida là một loài bướm đêm trong họ Erebidae.